# William van Dijck
William van Dijck (Bélgica, 24 de junio de 1961) es un atleta belga, especializado en la prueba de 3000 m obstáculos en la que llegó a ser medallista de bronce mundial en 1987.

## Carrera deportiva
En el Mundial de Roma 1987 ganó la medalla de bronce en los 3000 m obstáculos, corriéndolos en un tiempo de 8:12.18 segundos, llegando a la meta tras el italiano Francesco Panetta y el alemán Hagen Melzer.